# Šentjurij na Dolenjskem
Šentjurij na Dolenjskem is een plaats in Slovenië en maakt deel uit van de gemeente Mirna Peč in de NUTS-3-regio Jugovzhodna Slovenija. De plaats telde 94 inwoners op 1 januari 2020.